# Contramonumentalisme

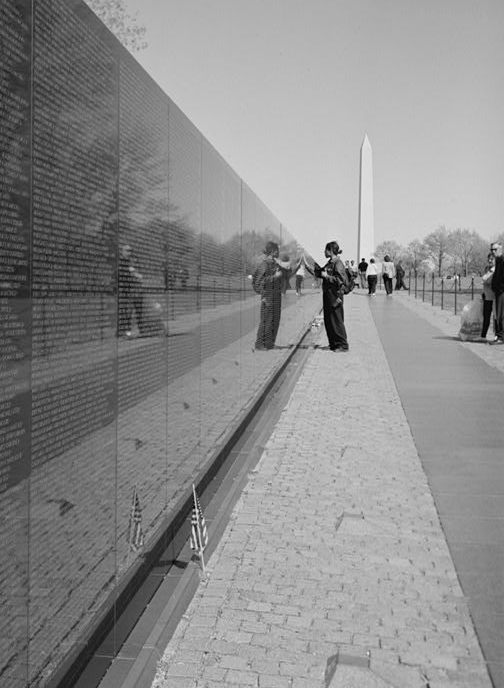
Vietnam Veterans Memorial a Washington DC

El contramonumentalisme, o antimonumentalisme, és una tendència de l'art contemporani que desafia intencionadament els aspectes tradicionals de forma, tema i significat dels monuments públics convencionals. S'ha definit com l'art dissenyat «no per defensar, sinó per a negar els valors sagrats». El contramonumentalisme pretén negar la presència i legitimitat de qualsevol autoritat social imponent a l'espai públic.
El concepte es va desenvolupar a Alemanya com a oposició al monumentalisme pel qual les autoritats (sovint l'estat o el dictador de torn) estableixen monuments en espais públics per a enaltir la seva ideologia i influir en la narrativa històrica del lloc. El Vietnam Veterans Memorial (1982) o 2146 pedres de Jochen Gerz (1993) es poden considerar exemples de contramonuments.

## Història

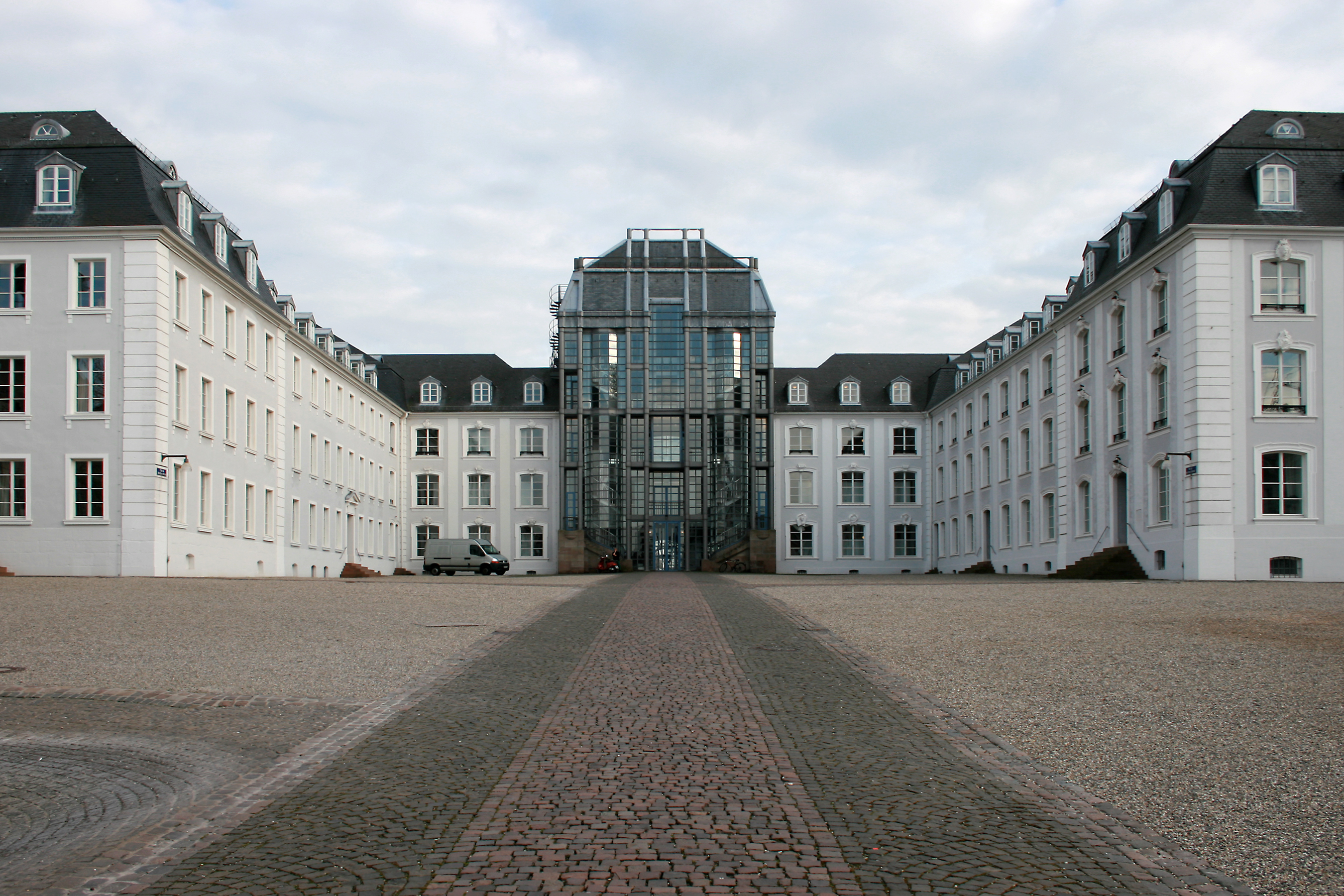
2146 pedres, a Saarbrücken. Les llambordes de la plaça porten inscrita en la part no visible el nom dels 2.146 cementiris jueus alemanys.

El terme counter-monumentalism va aparèixer per primera vegada a través de les descripcions del lingüista estatunidenc James E. Young de les obres d'artistes alemanys que tracten la memòria de l'Holocaust. Segons Young, el contramonumentalisme prové «d'una profunda desconfiança de les formes monumentals a la llum de la seva explotació sistemàtica per part del nazisme, i d'un profund desig de distingir la pròpia generació de la dels assassins a través de la memòria». Young considera que aquests contramonuments van en contra dels principis tradicionals dels monuments, per exemple, en desafiar «el protagonisme i la durabilitat, la representació figurativa i la glorificació de fets passats». Segons l'artista mexicà Rafael Lozano-Hemmer, el contramonumentalisme també «es refereix a una acció, una performance, que rebutja clarament la noció de monument desenvolupat des d'un punt de vista elitista com a emblema del poder». La historiadora de l'art austríaca Mechtild Widrich ha discutit els aspectes performatius dels monuments contemporanis i també els límits dels contramonuments en moltes de les seves publicacions.
Young va escriure que el contramonument està «èticament segur del seu deure de recordar, però estèticament escèptic sobre els supòsits que sustenten les formes commemoratives tradicionals». Com a tal, les obres contramonumentals tenen característiques pròpies que les diferencien conscientment dels monuments tradicionals:
1. En l'àmbit temàtic, les obres contramonumentals solen abordar les parts més obscures i angoixants de la història i les ideologies. Mentre que els monuments tradicionals tendeixen a glorificar aquests esdeveniments, persones i períodes de la història.[9]
2. La forma que presenta el contramonumentalisme s'oposa fonamentalment al monument tradicional. Això és palès pel que fa a la seva concepció, ús, materials utilitzats, durada, mida, etc. És adequat que la seva forma contradigui els monuments convencionals, ja que transmeten qüestions inquietants.[9] Sovint, un element del monumentalisme tradicional és present per tal de demostrar el fort contrast del missatge que prové del contramonument, com el pedestal tradicional buit del monument de Do-Ho-Suh.[15][16]
3. Pel que fa al lloc, els monuments tradicionals es representen d'una manera glorificada i són molt evidents en l'espai on es troben. El contramonumentalisme és de naturalesa discreta, no és evident a la vista i es presenta amb indiferència en la zona on es troba.[9] Alguns contramonuments són completament invisibles als ulls, cosa que en si mateix forma part del missatge que intenta transmetre.
4. L'antimonumentalisme qüestiona, sorprèn i enganxa el visitant en comptes de distanciar-se, contradient la sobrietat i el respecte de l'espectador tal com fan les obres convencionals.[9]
5. El significat de les obres tradicionals sol ser instructiu i coherent. En canvi, el contramonumentalisme retrata significats abstractes i, en general, poc clars. La seva interpretació depèn de la comprensió comuna dels visitants i dels detalls addicionals proporcionats pels rètols.[9]

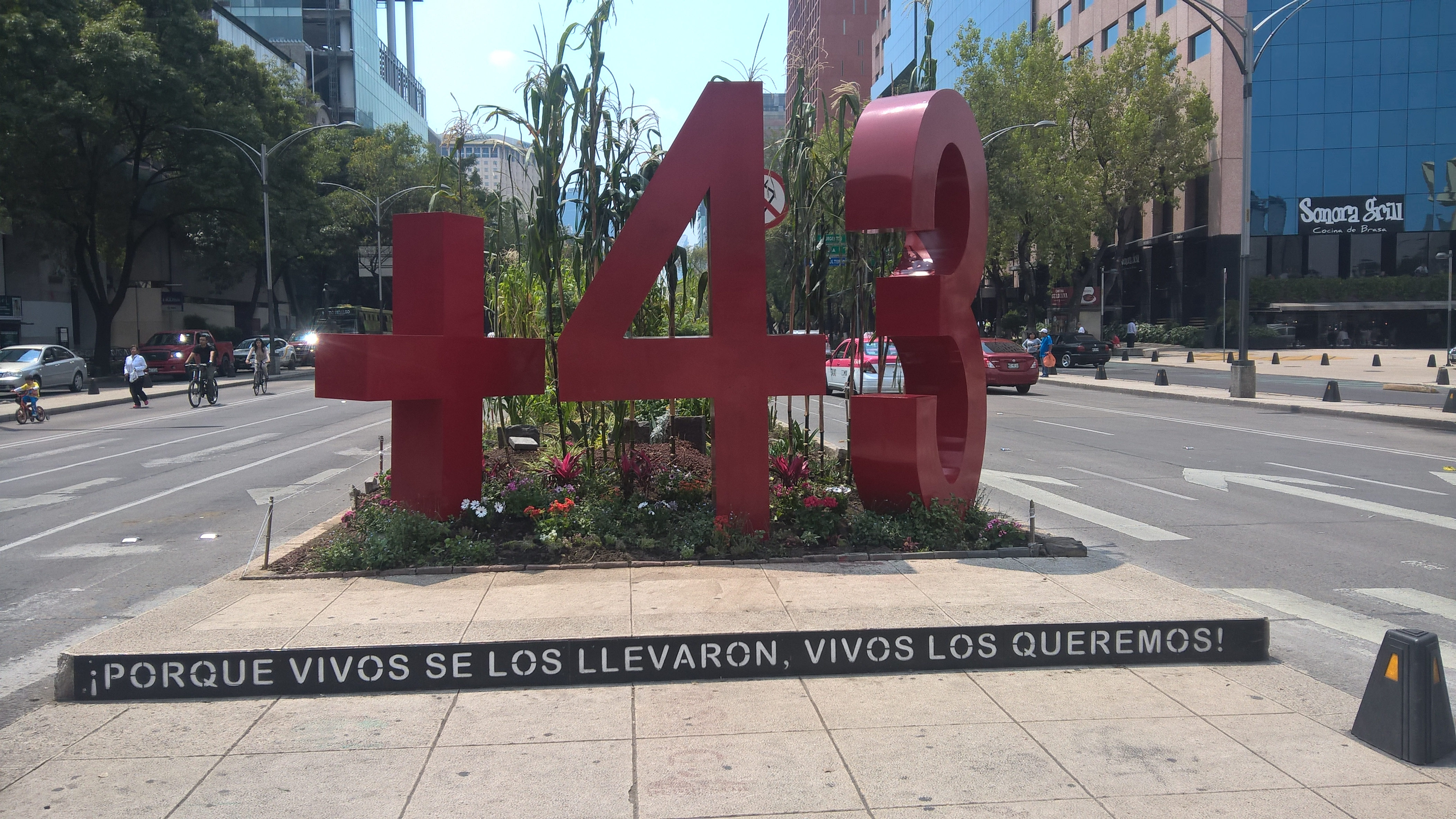
Antimonument a Ciutat de Mèxic dedicat als 43 mestres desapareguts

A Amèrica Llatina, especialment a Mèxic, el terme paral·lel antimonumento ha desenvolupat un significat diferent. És l'equivalent a l'art de carrer polític, o simplement, una instal·lació il·legal d'una escultura de temàtica política. S'utilitzen per a denunciar la inacció de l'Estat i recuperar l'espai públic. Sovint s'instal·la un antimonumento durant una manifestació i «correspon a un desig de recordar activament el passat dolorós». Alguns dels temes commemorats són les desaparicions forçades, les massacres, la migració i els feminicidis.